# Красиков, Алексей Фёдорович
Алексей Фёдорович Красиков (25 марта 1929, Москва — 26 мая 2010, там же) — советский и российский спортсмен, тренер по плаванию. Кандидат педагогических наук, Заслуженный тренер СССР.

## Биография
Родился в 1929 году в Москве. Мастер спорта по плаванию. В течение полувека занимался тренерской работой. Под руководством Алексея Фёдоровича проходили спортивную подготовку многие известные спортсмены, победители и призёры чемпионатов Европы, мира и Олимпийских игр. Среди них — Арсен Миксаров, Александр Федоровский, Владимир Тарасов, Елена Рудковская, Станислава Комарова, Екатерина Никонорова (Виноградова). Также Алексей Фёдорович принимал участие в подготовке четырёхкратного олимпийского чемпиона Александра Попова, с которым у него сложились тёплые, дружеские отношения.
Заслуженный тренер СССР. Кандидат педагогических наук. Написал более 60 научных статей.
В 2009 году вышла в печать его книга «Природа спортивного плавания».
В последние годы своей жизни тяжело болел и почти не выходил из своей квартиры, хотя не оставлял попыток продолжать заниматься тренерской деятельностью: в частности, говорил, что может составлять программы тренировок.
Скончался в 2010 году. Похоронен на Красненьком кладбище в Санкт-Петербурге.